# Jhonatan Esquivel
Jhonatan Esquivel (13 de octubre de 1988 ), es un deportista uruguayo, de la especialidad de Remo que fue campeón suramericano en Medellín 2010.

## Trayectoria
La trayectoria deportiva de Jhonatan Esquivel se identifica por su participación en los siguientes eventos nacionales e internacionales:

### Juegos Suramericanos
juegos panamericanos Río 2007 
campeonatos del mundo 2006,2009,2010
juegos sudamericanos
Fue reconocido su triunfo de ser el segundo deportista con el mayor número de medallas de la selección de  Uruguay en los juegos de Medellín 2010.

#### Juegos Suramericanos de Medellín 2010
Su desempeño en la novena edición de los juegos, se identificó por obtener un total de 3 medallas:

- Medalla de plata: Sencillo Hombres.
- Medalla de plata: Remo Doble Hombres.
- Medalla de plata: Remo Cuádruple Hombres.

Compitió por Uruguay en los Juegos Olímpicos de Río de Janeiro 2016. En la comptentencia marcó un tiempo de 7:16:08 y le permite competir por los puestos entre el 13 y 24.